# Barg-e Matal
Barg-e Matal är ett distrikt i Afghanistan. Det ligger i provinsen Nurestan, i den nordöstra delen av landet, 230 kilometer nordost om huvudstaden Kabul.
Distriktet beräknades år 2022 ha cirka 18 000 invånare.